# Mohamed Sanogo
Mohamed Sanogo (* 2. November 2003 in Bamako) ist ein malischer Fußballspieler.

## Karriere
Sanogo begann seine Karriere bei Yeelen Olympique. Zur Saison 2022/23 wechselte er nach Kroatien zum Erstligisten HNK Gorica, wurde allerdings direkt auf Kooperationsbasis an den Drittligisten NK Zagorec Krapina verliehen.
Zur Saison 2023/24 kehrte Sanogo dann nicht mehr zu Gorica zurück, sondern wechselte zum österreichischen Zweitligisten First Vienna FC, bei dem er einen bis 2025 laufenden Vertrag erhielt. Sein Debüt in der 2. Liga gab er im August 2023, als er am zweiten Spieltag jener Saison gegen den SK Sturm Graz II in der Startelf stand. Für die Vienna kam er insgesamt zu 41 Zweitligaeinsätzen.
Im Januar 2025 wechselte er zum Bundesligisten LASK, bei dem er einen bis Juni 2028 laufenden Vertrag erhielt.